# Форт-15
Форт-15 — украинский самозарядный пистолет под патрон 9×19 мм «Парабеллум». Разработан НПО «Форт».
В октябре 2007 года «Форт-15» был представлен публике на оружейной выставке «Зброя та безпека-2007» в Киеве. По состоянию на 2021 год, сведений о серийном производстве не имеется и в перечне продукции НПО «Форт» не упоминается.

## Описание
«Форт-15» представляет собой самозарядный пистолет с полимерной рамкой из ударопрочной пластмассы.
Питание патронами производится из коробчатых магазинов с двухрядным расположением патронов, ёмкость магазина составляет 16 патронов.
Флажковый предохранитель размещён слева на рамке. При переводе в верхнее положение блокирует курок, не позволяя произвести выстрел; среднее положение — боевое; нижнее положение предохранителя позволяет снять курок с боевого взвода в невзведённое положение.
Прицельные приспособления — открытого типа (мушка и целик со светящимися тритиевыми вставками для прицеливания в условиях недостаточной освещённости).
Крепление «пикатинни» под стволом пистолета позволяет установить лазерный целеуказатель, тактический фонарь или иное оборудование.